# Daimler Motor Syndicate
Das Daimler Motor Syndicate war ein britisches Unternehmen. Es gilt als Ursprung der britischen Automobilindustrie.

## Unternehmensgeschichte
Frederick Richard Simms war im Besitz der britischen Patentrechte für Ottomotoren der deutschen Daimler-Motoren-Gesellschaft. Er gründete das Unternehmen am 26. Mai 1893 in Putney in London. Er leitete es, Robert Gray und Theo Vasmer waren Direktoren. Weitere Mitarbeiter waren Johann van Toll als Chefingenieur, Ebenezer W. Tonkin, J. T. Pearse und Edward Canning Glass. Das Grundkapital betrug 6000 Pfund Sterling. Sie planten, Daimler-Motoren in Boote einzubauen. Eine zweite Quelle bestätigt das Gründungsdatum und den Gründer.
Am 20. Dezember 1894 zog sich Simms zurück und wurde für kurze Zeit durch Thomas Instone und Edward Atkinson als Generalmanager ersetzt. Am 9. April 1895 kehrte Simms zurück.
Im November 1895 wurde das Unternehmen reorganisiert und als British Motor Syndicate neu gegründet. Eine andere Quelle gibt dafür den 21. November 1895 an. Am 17. Februar 1896 wurde die britische Daimler Motor Company gegründet, die Fahrzeuge der Marke Daimler herstellte.

## Fahrzeuge
Es sind Pläne für Boote überliefert. Eine andere Quelle bestätigt, dass eine Werkstatt zum Einbau von Daimler-Motoren in Boote errichtet wurde. Einer dritten Quelle zufolge entstanden tatsächlich Boote mit Daimler-Motoren für Flüsse und Seen. Mindestens eins davon sei auf der Themse und eins als Rettungsboot in der Region Pembrokeshire eingesetzt gewesen. Einige waren angeblich noch nach 20 Jahren im Einsatz.
Abbildungen zeigen ein Feuerwehrfahrzeug von 1893 und zwei Automobile von 1894, die als Daimler Victoria und Daimler Phaeton bezeichnet sind. Eine Produktion dieser Fahrzeuge in England aus diesen Jahren ist nicht bekannt, was darauf hindeutet, dass sie von Daimler aus Stuttgart importiert wurden.